# Puerto Ricos herrlandslag i volleyboll
Puerto Ricos herrlandslag i volleyboll representerar Puerto Rico i volleyboll på herrsidan. Laget har deltagit i  VM sex gånger (1974 samt samtliga mästerskap sedan 2006). De har deltagit i nordamerikanska mästerskapet ett stort antal gånger och vann tävlingen 2021.

### Fotnoter
1. ↑  ”2010 FIVB Volleyball World Championship - Italy” (på engelska). Fédération Internationale de Volleyball. http://www.fivb.org/EN/Volleyball/Competitions/WorldChampionships/2010/Men/FinalStanding.asp?Tourn=MWCH2010. Läst 4 februari 2024.
2. ↑  ”Tournament Standing - FIVB Volleyball Men's World Championship Poland 2014” (på engelska). Fédération Internationale de Volleyball. http://poland2014.fivb.org/en/competition/final-standing. Läst 4 februari 2024.
3. ↑  ”Bulletin No. 7” (på engelska). North, Central America and Caribbean Volleyball Confederation. https://norceca.net/2019%20Events/NORCECA%20Senior%20Men%20Cont/BULLETINS/7-Bulletins-MNOCONTC19.pdf. Läst 4 februari 2024.
4. ↑  ”2021 Men’s Continental Championship in Durango, México” (på engelska). North, Central America and Caribbean Volleyball Confederation. https://norceca.net/2021%20Events/NORCECA%20Continetals%20Champ/Men-Durango%20Mexico/Stats/Summary%20of%20Stats%20MNOR2021.pdf. Läst 4 februari 2024.
5. ↑  volleyballworld.com. ”FIVB Men's World Championship 2022” (på engelska). https://en.volleyballworld.com/volleyball/competitions/men-world-championship-2022/standings/#round-f. Läst 4 februari 2024.
6. ↑  ”Men's Volleyball Continental Championship” (på engelska). North, Central America and Caribbean Volleyball Confederation. https://norceca.net/2023%20Events/Senior%20Men%20Continental%20Championship/Men%20MNOR2023.htm. Läst 5 mars 2024.